# Alberto Orlando
Pour les articles homonymes, voir Orlando.
Alberto Orlando, né le 27 septembre 1938 à Rome, est un footballeur international italien évoluant au poste d'attaquant.

## Palmarès
- Vainqueur de la Coupe des villes de foires en 1961 avec l'AS Rome.
- Vainqueur de la Coupe d'Italie de football en 1964 avec l'AS Rome.
- Meilleur buteur du Championnat d'Italie de football 1964-1965 avec 17 buts[1].